# تیموتی گاباشویلی

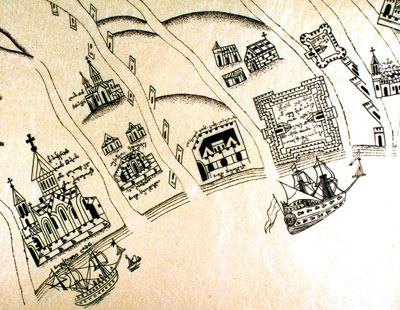
نقشه جزئیات استحکامات ساحلی گرجستان اثر تیموته گاباشویلی، ۱۷۳۷

تیموته (تیموتی) گاباشویلی (به گرجی: ტიმოთე გაბაშვილი) (۱۷۰۳–۱۷۶۴) سفرنامه نویس، گردشگر، دیپلمات، نقشه نگار و مذهبی گرجی بود.

## آثار
میموسولا - سفرهای تیموتی گاباشویلی، ۱۷۵۹